# (2188) Orlenok
(2188) Orlenok es un asteroide perteneciente al cinturón de asteroides, descubierto el 28 de octubre de 1976 por la astrónoma ucraniana Liudmila Zhuravliova desde el Observatorio Astrofísico de Crimea (República de Crimea).

## Designación y nombre
Designado provisionalmente como 1976 UL4. Fue nombrado Orlenok en homenaje al vigésimo aniversario de los campamentos Orliónok en la Unión Soviética.